# Quetigny
Quetigny é uma comuna francesa na região administrativa da Borgonha-Franco-Condado, no departamento de Côte-d'Or. Estende-se por uma área de 8,19 km². Em 2010 a comuna tinha 9 671 habitantes (densidade: 1 180,8 hab./km²).127 hab/km².